# 亞馬遜鰳
亞馬遜鰳為輻鰭魚綱鲱形目鋸腹鰳科的其中一種，為熱帶淡水魚，分布於南美洲亞馬遜河淡水流域，體長可達17.3公分，棲息在河川中表層水域，生活習性不明。

## 擴展閱讀
維基物種上的相關：亞馬遜鰳